# The Dells
The Dells è un gruppo vocale statunitense fondato nel 1953 e tuttora in attività, con pochissimi cambi rispetto alla formazione originale.

## Le origini
Il gruppo nacque nel 1953 nell'Illinois, ad Harvey, un sobborgo di Chicago, fondato dagli afroamericani Marvin Junior (primo baritono), Johnny Funches (primo tenore), i fratelli Lucius (secondo tenore) e Michael McGill (secondo baritono), Verne Allison (secondo tenore), Charles Barksdale (basso), tutti compagni di scuola alla Thornton Township High School. Con il nome The El-Rays (traduzione maccheronica dallo spagnolo "los reyes = i re"), i sei ragazzi incisero il loro primo disco, Darling I Know, che venne pubblicato dalla Chess Records, senza ottenere alcun successo. Nel 1955 Lucius McGill abbandonò il gruppo e i rimanenti cinque ragazzi vennero scritturati dalla Vee Jay Records che fece loro incidere Tell the World e, l'anno successivo, Dreams of Contentment che fu il loro primo successo commerciale. Nel settembre 1956 pubblicarono Oh What a Night, che andò in testa alla classifica rhythm and blues statunitense e divenne uno degli standard di maggior successo di tutti i tempi.
Il gruppo, ormai affermato, ebbe una battuta d'arresto quando nel 1958, in viaggio con il loro furgone verso Philadelphia per una serata, un grave incidente stradale causò un trauma alla laringe di Junior (che alterò leggermente il suo timbro di voce) e la paralisi di una gamba a McGill. Durante la pausa forzata, causata dalla convalescenza di alcuni dei componenti, Barksdale passò temporaneamente ai Moonglows, gruppo che per un certo periodo accompagnò Marvin Gaye.

## La riunione
Nel 1960 i Dells si ricostituirono e furono ingaggiati da Dinah Washington sia come numero di apertura dei suoi spettacoli, sia come coristi della sua stessa orchestra; per due anni il gruppo accompagnò la Washington nelle sue tournée ma Funches, che aveva rinunciato a viaggiare per problemi familiari, venne sostituito da Johnny Carter, ex componente dei Flamingos. Assistiti dall'arrangiatore Kirk Stewart, i Dells perfezionarono il loro stile e le loro armonie vocali orientandosi verso un repertorio jazz: i successivi quattro singoli, usciti sotto etichetta Argo (una consociata della Chess) ebbero tuttavia minor successo commerciale. Tornati alla Vee Jay, nel 1964 ricominciarono a incidere brani R'n'B e nel 1965 arrivò un nuovo grande successo con Stay in My Corner. A seguito del fallimento della Vee Jay, l'anno successivo i Dells furono costretti a tornare alla Chess per la terza volta, questa volta incidendo per l'etichetta Cadet. I primi due 45 giri, Thinking About You e Run for Cover ottennero un discreto successo e, nello stesso anno, il gruppo fu scritturato da Ray Charles come gruppo d'accompagnamento, avendo l'opportunità di esibirsi in alcuni fra i locali più prestigiosi degli Stati Uniti.

## Il successo mondiale
Nel 1967 la carriera dei Dells prese una svolta quando la Cadet li affidò al produttore Bobby Miller, che insieme all'arrangiatore Charles Stepney ebbe l'idea di sfruttare il contrasto tra la voce baritonale di Junior e il falsetto di Carter, su una sontuosa base orchestrale fatta di archi e di fiati. Il primo album di questo nuovo corso discografico, There Is (1967), fu un successo immediato e da esso furono tratti ben quattro 45 giri, tra cui una riedizione del vecchio successo Stay in My Corner, che raggiunse la top ten statunitense. Anche dall'album successivo, Always Together (1968), vennero tratti quattro singoli. Nel 1969 i Dells arrivarono al successo mondiale con un medley in cui fondevano I Can Sing a Rainbow, una filastrocca per bambini, con Love Is Blue, canzone che aveva gareggiato all'Eurofestival 1967 per il Lussemburgo con la voce di Vicki Leandros, ed era stata poi portata nelle classifiche di tutto il mondo dall'orchestra di Paul Mauriat. L'omonimo album conteneva, tra l'altro, la riedizione dell'altro loro vecchio classico, Oh What a Nite. L'ultimo album che vedeva Stepney come arrangiatore e produttore, Freedom Means, uscì nel 1970 e portò al successo il brano The Love We Had (Stays on My Mind).
Dopo un album di cover di canzoni di Dionne Warwick che non ottenne il successo dei precedenti, i Dells si affidarono a un nuovo produttore, Don Davis, che nel 1973 progettò il lancio del loro primo disco d'oro certificato, Give Your Baby a Standing Ovation.

## Gli anni delrevivale il ritorno al successo
Il passaggio alla Mercury Records nel 1975 e il cambio di stile, orientato alle nuove influenze dance e disco, non dette i risultati sperati. Il successo tornò nel 1980 con l'album I Touched a Dream inciso per la 20th Century Fox, al quale fecero seguito numerosi altri album, il più noto dei quali resta The Second Time del 1988, che ricalca vecchie atmosfere soul.
Quando il gruppo sembrava ormai destinato ad essere relegato nei circuiti revival, il regista Robert Townsend volle servirsene come ispirazione per un film sulla carriera di un gruppo immaginario, The Five Heartbeats. Oltre a fare da consulenti, i Dells incisero per il film il motivo conduttore, The Heart Is a House for Love che divenne un singolo di successo nel 1991. Con questo brano, i Dells divennero il secondo gruppo, dopo gli Isley Brothers, a piazzare in classifica un successo in quattro decadi consecutive. Nel 1992, nel loro album I Salute You , vollero sperimentare una contaminazione del loro stile vocale tradizionale con le mode musicali del momento, ma non ottennero il successo sperato.
Nel 1998 Johnny Funches passò a miglior vita, nel 2000 Verne Allison fu sottoposto a un triplo bypass aorto-coronarico, ma nello stesso anno i Dells uscirono con un nuovo album di materiale inedito. Nel 2009 anche Johnny Carter si spense per un cancro.

## Formazione attuale
- Marvin Junior (Arkansas, 31 gennaio 1936 - 29 maggio 2013) (1952–58; 1960–oggi): primo baritono
- Verne Allison (Chicago, 22 giugno 1936) (1952–58; 1960–oggi): secondo tenore
- Michael McGill (Chicago, 17 febbraio 1937) (1952–58; 1960–oggi): secondo baritono
- Charles Barksdale (Chicago, 11 giugno 1935) (1952–58; 1960–oggi): basso

## Ex componenti
- Lucius McGill (Chicago, 1935–2014) (1952–54): secondo tenore
- Johnny Funches (Chicago, 18 luglio 1935 - Chicago, 23 gennaio 1998) (1952–58): primo tenore
- Johnny Carter (Chicago, 2 giugno 1934 - Chicago, 21 agosto 2009) (1960–2009): primo tenore/falsetto